# Q表姐
《Q表姐》（英語：What A Summer，又名《夏天的童話》），香港亞洲電視製作的劇集，全劇共15集，監製陳澤成。

### 劇情介紹
柴家的爸爸、媽媽因事要往歐洲公幹，順道再度蜜月，只好把十多歲的女兒柴艷娜 (王艷娜飾)和柴夢娜 (戴夢夢飾) 交給她們的大表姐Oliver(O表姐)看管。O表姐卻因事業心重，而無閒分身，把責任交給貪玩的妹妹Quasimodo(Q表姐) (何美婷飾)。 Q表姐得其所哉，搬到柴家，與柴家姊妹一起渡過無拘無束、自由自在的日子。
Q表姐為青春歌星鞏倩文 (關詠荷飾) 的私人助理。倩文暫別歌壇到外國讀書，但卻因入學延誤，只好折返香港。為免張揚，Q表姐安排她住在柴家。可惜，仍然逃不過娛樂記者的追纏，找上門來，柴氏姐妹及Q表姐出盡法寶打發這批記者，十分刺激好玩。經過一番擾攘後，柴家父母亦從歐洲再度蜜月回來。一雙小姊妹的歡樂時光也結束了。而倩文也得面對現實對外解釋自己情況，最後獲得大家的諒解。這段快樂而自由的日子更成了她們成長中美好回憶的一部分。

### 演員表
- 何美婷[1]飾 Q表姐
- 關詠荷[1]飾 鞏倩雯
- 劉志榮[1]飾 柴　正
- 劉錫賢[1]飾 龍　貓
- 梁淑莊[1]飾 紅荳姨
- 苑瓊丹[1]飾 Miss唐
- 王艷娜[1]飾 柴艷娜
- 胡渭康[1]飾 謝志通
- 戴夢夢[1]飾 柴夢娜
- 陳獅雄 飾 張國生
- 胡林禕 飾 喳　喳
- 丁櫻 飾 金銀姑
- 許蓓蓓 飾 阿　檬
- 陳敬 飾 朱　發
- 鄒桂馨[2]
- 馬鼎樂
- 王薇[2]飾 艷娜同學
- 袁子康
- 梁碧芝 飾 艷娜同學
- 羅潤平 飾 王家俊
- 歐錦棠[1]飾 施樂山
- 容詠欣
- 何偉龍[1]飾 司徒生
- 譚少英 飾 鞏媽媽
- 何樹燊 飾 高人龍
- 何美美[1]飾 O表姐
- 吳嘉文 飾 Sylvia
- 區耀國[1]飾 辛力加
- 廖素屏
- 李陽春
- 陳劍雲 飾 校長
- 羅青浩 飾 李宗信
- 萬斯敏 飾 Betty
- 司馬華龍 飾 周老闆
- 樂蓓[1]

## 製作

### 選角
本劇的選角特色是部分角色的親屬關係與演員現實中的親屬關係相同，包括飾演姊妹的何美美與何美婷、飾演夫妻的劉志榮與梁淑莊。這亦是劉志榮與梁淑莊自1980年的《大地恩情》後久違的合作。
主角Q表姐被視作為何美婷度身訂造的角色，她屬於外援演員。另一演員關詠荷當時屬於亞洲電視長約藝員且是該台重心演員，她對於該台重用外援的風氣曾有微言，認為會影響士氣。
年青演員王艷娜、許蓓蓓、王薇、梁碧芝、鄒桂馨、胡林禕均是同年4月舉行的《香港美少女大賽》參賽者（分男、女子姐），參賽時全為中學生。

## 相關
- 艷娜印象～王艷娜小屋 - Q表姐（页面存档备份，存于）
- StephenAu.com-歐錦棠個人網站 - Q表姐（页面存档备份，存于）